# Fontaine-le-Port
Pour les articles homonymes, voir Fontaine.
Fontaine-le-Port est une commune française située dans le département de Seine-et-Marne en région Île-de-France.

## Géographie

### Localisation
La commune est située rive droite de la Seine entre les communes de Chartrettes au nord-ouest et Héricy au sud.

### Communes limitrophes
Les communes limitrophes sont Samois-sur-Seine, Sivry-Courtry, Bois-le-Roi, Chartrettes, Le Châtelet-en-Brie, Féricy et Héricy.
| Chartrettes      | Sivry-Courtry    | Le Châtelet-en-Brie |
| Bois-le-Roi      | Fontaine-le-Port |                     |
| Samois-sur-Seine | Héricy           | Féricy              |

### Géologie et relief
La commune est classée en zone de sismicité 1, correspondant à une sismicité très faible. L'altitude varie de 41 mètres à 97 mètres pour le point le plus haut , le centre du bourg se situant à environ 50 mètres d'altitude (mairie).

### Hydrographie

#### Réseau hydrographique

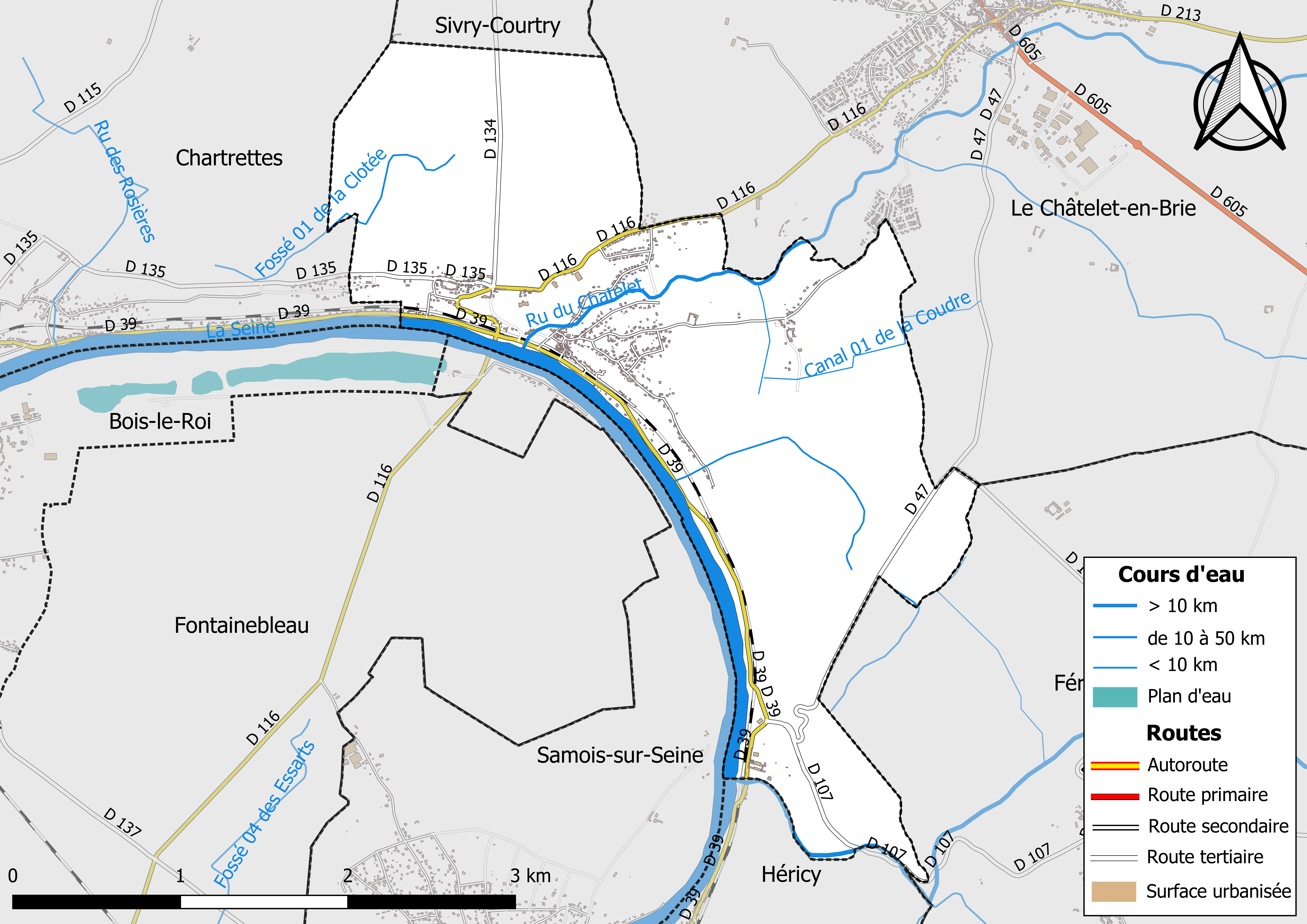
Carte des réseaux hydrographique et routier de Fontaine-le-Port.

Le réseau hydrographique de la commune se compose de neuf cours d'eau référencés :
- la Seine, fleuve long de 774,76 km[3] ; 
  - la Vallée Javot, long de 28,99 km[4], et ;
  - le fossé 01 des Fontaines de Saint-Martin, 1,89 km[5], et ;
  - le ru du Chatelet, long de 12,86 km[6], affluents la Seine ;
    - le ru du Bois de Barbeau[7], 0,70 km[8], affluent du ru du Chatelet ;
- le canal 01 de la Coudre[7], 1,58 km[9] ;
- le fossé 01 de la Clotée, canal de 1,99 km[10] ;
- le canal 01 de la Forêt Domaniale de Barbeau, 1,03 km[11] ;
  - le canal 01 du Bois de Saint-Maur[7], 0,43 km[12], qui conflue avec le canal 01 de la Forêt Domaniale de Barbeau.

La longueur totale des cours d'eau sur la commune est de 7,74 km.

#### Gestion des cours d'eau
Afin d’atteindre le bon état des eaux imposé par la Directive-cadre sur l'eau du 23 octobre 2000, plusieurs outils de gestion intégrée s’articulent à différentes échelles : le SDAGE, à l’échelle du bassin hydrographique, et le SAGE, à l’échelle locale. Ce dernier fixe les objectifs généraux d’utilisation, de mise en valeur et de protection quantitative et qualitative des ressources en eau superficielle et souterraine. Le département de Seine-et-Marne est couvert par six SAGE, au sein du bassin Seine-Normandie.
La commune fait partie du SAGE « Nappe de Beauce et milieux aquatiques associés », approuvé le 11 juin 2013. Le territoire de ce SAGE couvre deux régions, six départements et compte 681 communes, pour une superficie de 9 722 km2. Le pilotage et l’animation du SAGE sont assurés par le Syndicat mixte du pays Beauce Gâtinais en Pithiverais, qualifié de « structure porteuse ».

### Climat
Pour des articles plus généraux, voir Climat de l'Île-de-France et Climat de Seine-et-Marne.
En 2010, le climat de la commune est de type climat océanique dégradé des plaines du Centre et du Nord, selon une étude du CNRS s'appuyant sur une série de données couvrant la période 1971-2000. En 2020, Météo-France publie une typologie des climats de la France métropolitaine dans laquelle la commune est exposée à un climat océanique altéré et est dans la région climatique Nord-est du bassin Parisien, caractérisée par un ensoleillement médiocre, une pluviométrie moyenne régulièrement répartie au cours de l’année et un hiver froid (3 °C).
Pour la période 1971-2000, la température annuelle moyenne est de 11,2 °C, avec une amplitude thermique annuelle de 15,5 °C. Le cumul annuel moyen de précipitations est de 730 mm, avec 11,4 jours de précipitations en janvier et 7,5 jours en juillet. Pour la période 1991-2020, la température moyenne annuelle observée sur la station météorologique la plus proche, située sur la commune de Fontainebleau à 10 km à vol d'oiseau, est de 11,1 °C et le cumul annuel moyen de précipitations est de 740,1 mm,. Pour l'avenir, les paramètres climatiques de la commune estimés pour 2050 selon différents scénarios d'émission de gaz à effet de serre sont consultables sur un site dédié publié par Météo-France en novembre 2022.

### Milieux naturels et biodiversité

#### Espaces protégés
La protection réglementaire est le mode d’intervention le plus fort pour préserver des espaces naturels remarquables et leur biodiversité associée,.
La réserve de biosphère « Fontainebleau et Gâtinais », créée en 1998 et d'une superficie totale de 150 544 ha, est un espace protégé présent sur le territoire communal. Cette réserve de biosphère, d'une grande biodiversité, comprend trois grands ensembles : une grande moitié ouest à dominante agricole, l’emblématique forêt de Fontainebleau au centre, et le Val de Seine à l’est. La structure de coordination est l'Association de la Réserve de biosphère de Fontainebleau et du Gâtinais, qui comprend un conseil scientifique et un Conseil Education, unique parmi les Réserves de biosphère françaises,,.

#### Réseau Natura 2000

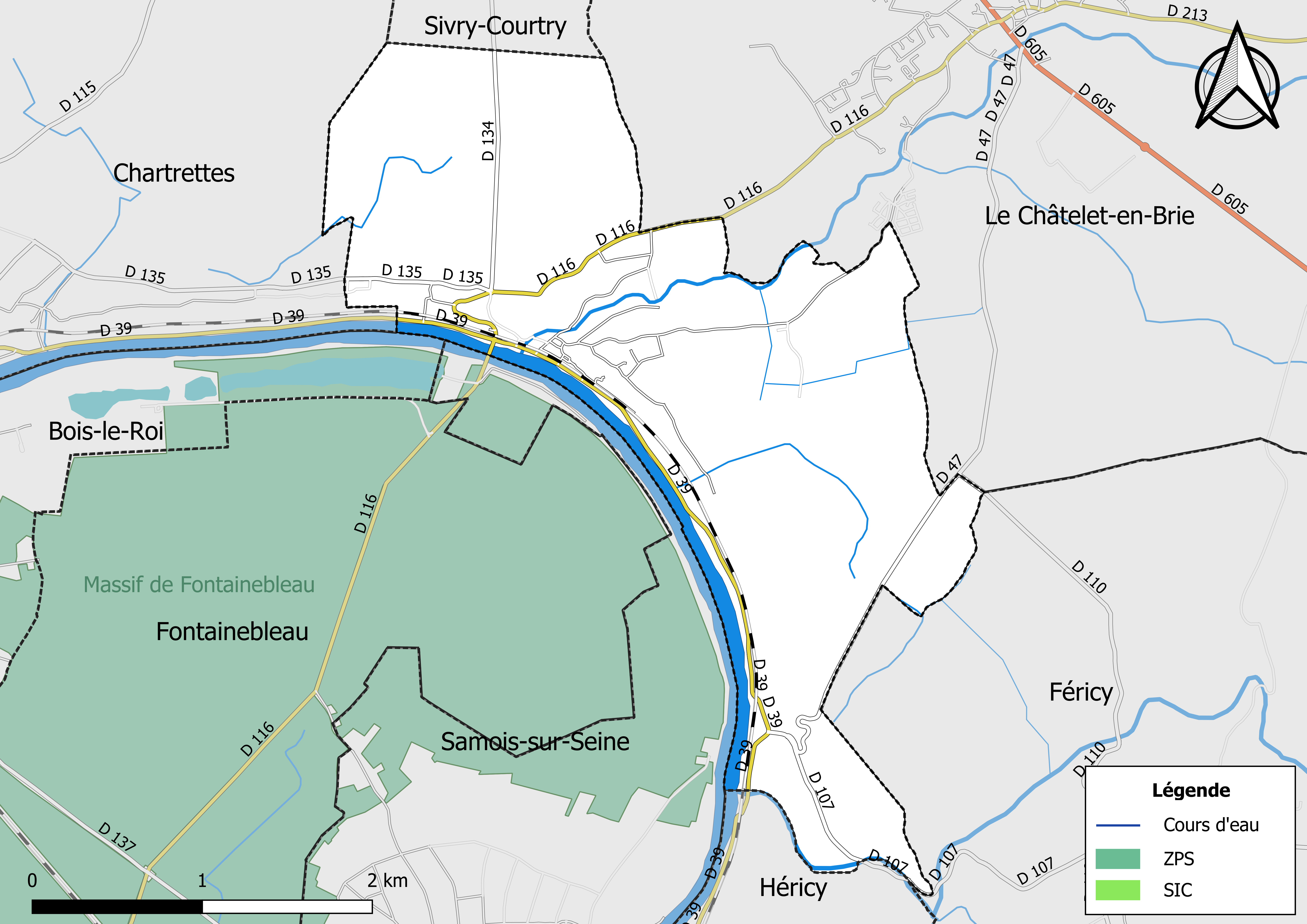
Sites Natura 2000 sur le territoire communal.

Le réseau Natura 2000 est un réseau écologique européen de sites naturels d’intérêt écologique élaboré à partir des Directives « Habitats » et « Oiseaux ». Ce réseau est constitué de Zones spéciales de conservation (ZSC) et de Zones de protection spéciale (ZPS). Dans les zones de ce réseau, les États Membres s'engagent à maintenir dans un état de conservation favorable les types d'habitats et d'espèces concernés, par le biais de mesures réglementaires, administratives ou contractuelles.
Un site Natura 2000 a été défini sur la commune au titre de la « directive Habitats », : 
- le « Massif de Fontainebleau », d'une superficie de 28 063 haCet espace constitue le plus ancien exemple français de protection de la nature. Les alignements de buttes gréseuses alternent avec les vallées sèches. Les conditions de sols, d'humidité et d'expositions sont très variées. La forêt de Fontainebleau est réputée pour sa remarquable biodiversité animale et végétale. Ainsi, elle abrite la faune d'arthropodes la plus riche d'Europe (3 300 espèces de coléoptères, 1 200 de lépidoptères) ainsi qu'une soixantaine d'espèces végétales protégées[30] ;

#### Zones naturelles d'intérêt écologique, faunistique et floristique
L’inventaire des zones naturelles d'intérêt écologique, faunistique et floristique (ZNIEFF) a pour objectif de réaliser une couverture des zones les plus intéressantes sur le plan écologique, essentiellement dans la perspective d’améliorer la connaissance du patrimoine naturel national et de fournir aux différents décideurs un outil d’aide à la prise en compte de l’environnement dans l’aménagement du territoire.
Le territoire communal de Fontaine-le-Port comprend deux ZNIEFF de type 1,,, 
le « Buisson de Massoury » (559,54 ha), couvrant 5 communes du département ;
et les « forêt de Barbeau et bois de Saint-Denis » (595,26 ha), couvrant 3 communes du département
et trois ZNIEFF de type 2, : 
- le « Buisson de Massoury » (1 261,51 ha), couvrant 5 communes du département[34] ;
- les « Forêt de Barbeau et bois de Saint-Denis » (814,38 ha), couvrant 5 communes du département[35] ;
- la « vallée de la Seine entre Melun et Champagne-sur-Seine » (1 062,65 ha), couvrant 15 communes du département[36].

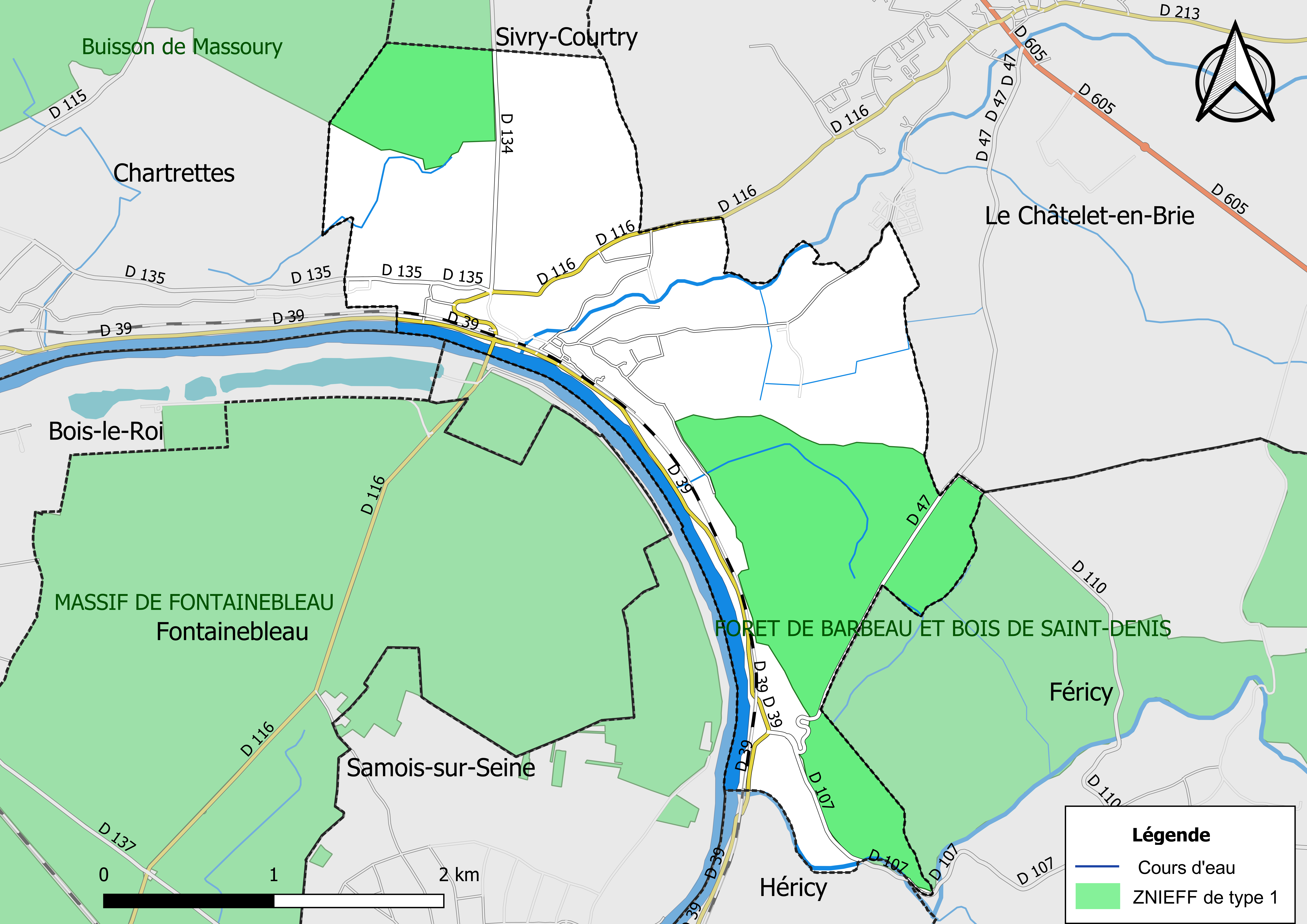
Carte des ZNIEFF de type 1 de la commune.
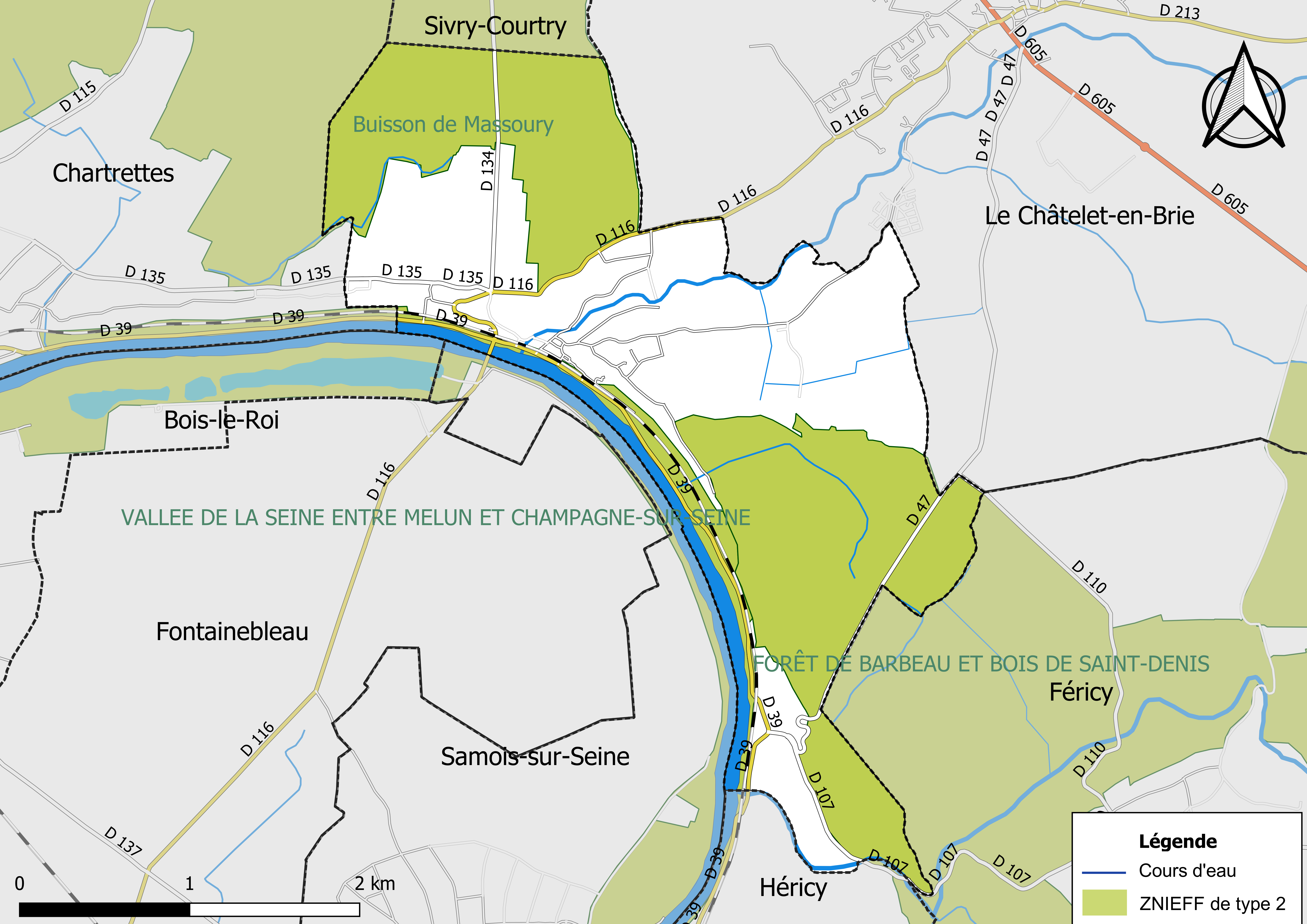
Carte des ZNIEFF de type 2 de la commune.

## Urbanisme

### Typologie
Au 1er janvier 2024, Fontaine-le-Port est catégorisée bourg rural, selon la nouvelle grille communale de densité à sept niveaux définie par l'Insee en 2022.
Elle appartient à l'unité urbaine de Bois-le-Roi, une agglomération intra-départementale regroupant trois  communes, dont elle est une commune de la banlieue,,. Par ailleurs la commune fait partie de l'aire d'attraction de Paris, dont elle est une commune de la couronne,. Cette aire regroupe 1 929 communes,.

### Morphologie urbaine
Le village est divisé en deux parties, le bas de Fontaine-le-Port, appelé Le vieux Fontaine et le haut de Fontaine-le-Port, qui est plus récent, hormis quelques maisons situées autrefois sur les coteaux portifontains.

### Lieux-dits et écarts
La commune compte 60 lieux-dits administratifs répertoriés consultables ici (source : le fichier Fantoir) dont la Coudre, Massoury, Barbeau (château du XIXe siècle et emplacement de l'ancienne abbaye de Barbeau).

### Occupation des sols
L'occupation des sols de la commune, telle qu'elle ressort de la base de données européenne d’occupation biophysique des sols Corine Land Cover (CLC), est marquée par l'importance des forêts et milieux semi-naturels (57,6 % en 2018), une proportion identique à celle de 1990 (57,6 %). La répartition détaillée en 2018 est la suivante : 
forêts (55,8 %), terres arables (28,4 %), zones urbanisées (9,9 %), eaux continentales (4,1 %), milieux à végétation arbustive et/ou herbacée (1,8 %).
Parallèlement, L'Institut Paris Région, agence d'urbanisme de la région Île-de-France, a mis en place un inventaire numérique de l'occupation du sol de l'Île-de-France, dénommé le MOS (Mode d'occupation du sol), actualisé régulièrement depuis sa première édition en 1982. Réalisé à partir de photos aériennes, le Mos distingue les espaces naturels, agricoles et forestiers mais aussi les espaces urbains (habitat, infrastructures, équipements, activités économiques, etc.) selon une classification pouvant aller jusqu'à 81 postes, différente de celle de Corine Land Cover,,. L'Institut met également à disposition des outils permettant de visualiser par photo aérienne l'évolution de l'occupation des sols de la commune entre 1949 et 2018.

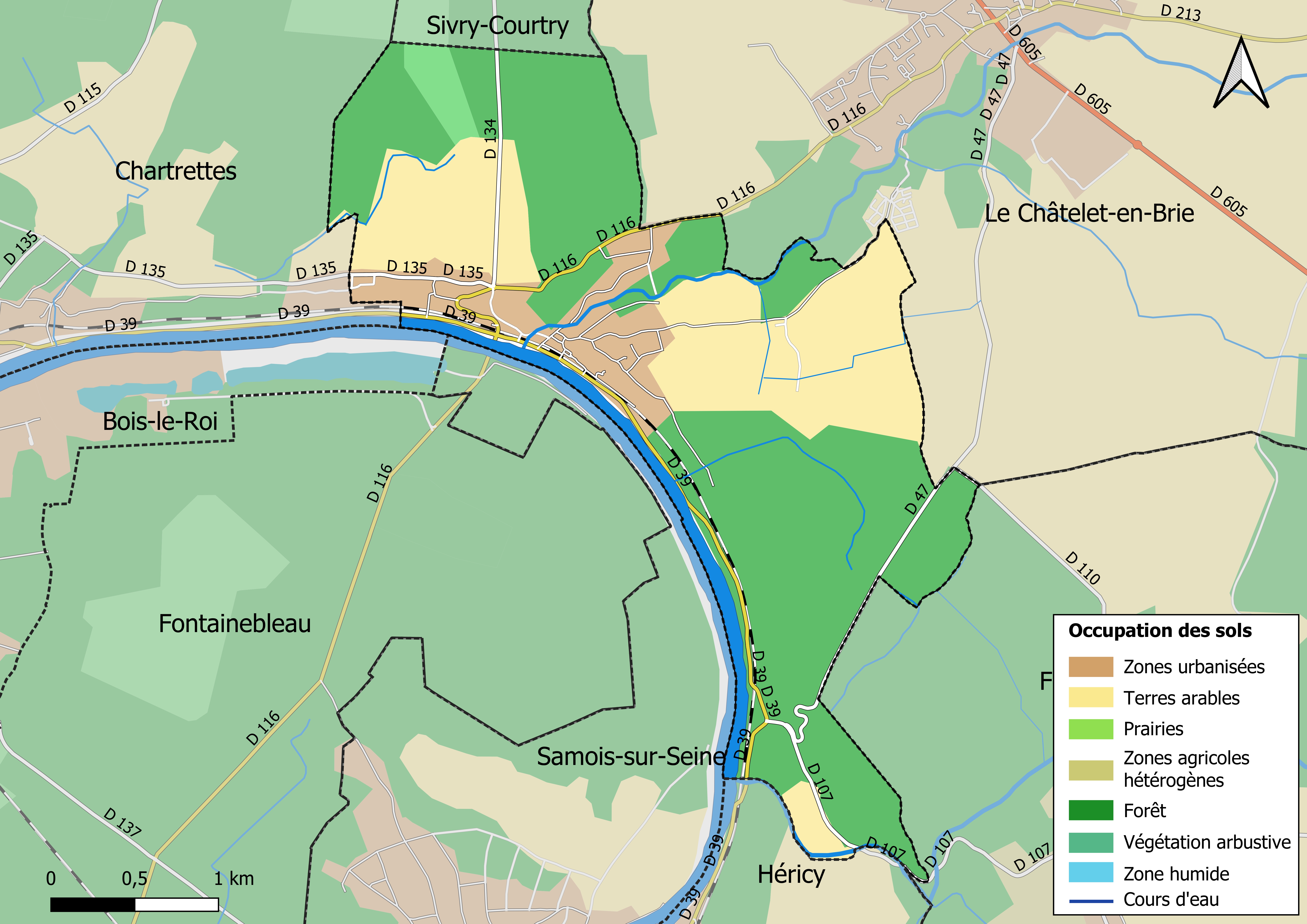
Carte des infrastructures et de l'occupation des sols en 2018 (CLC) de la commune.
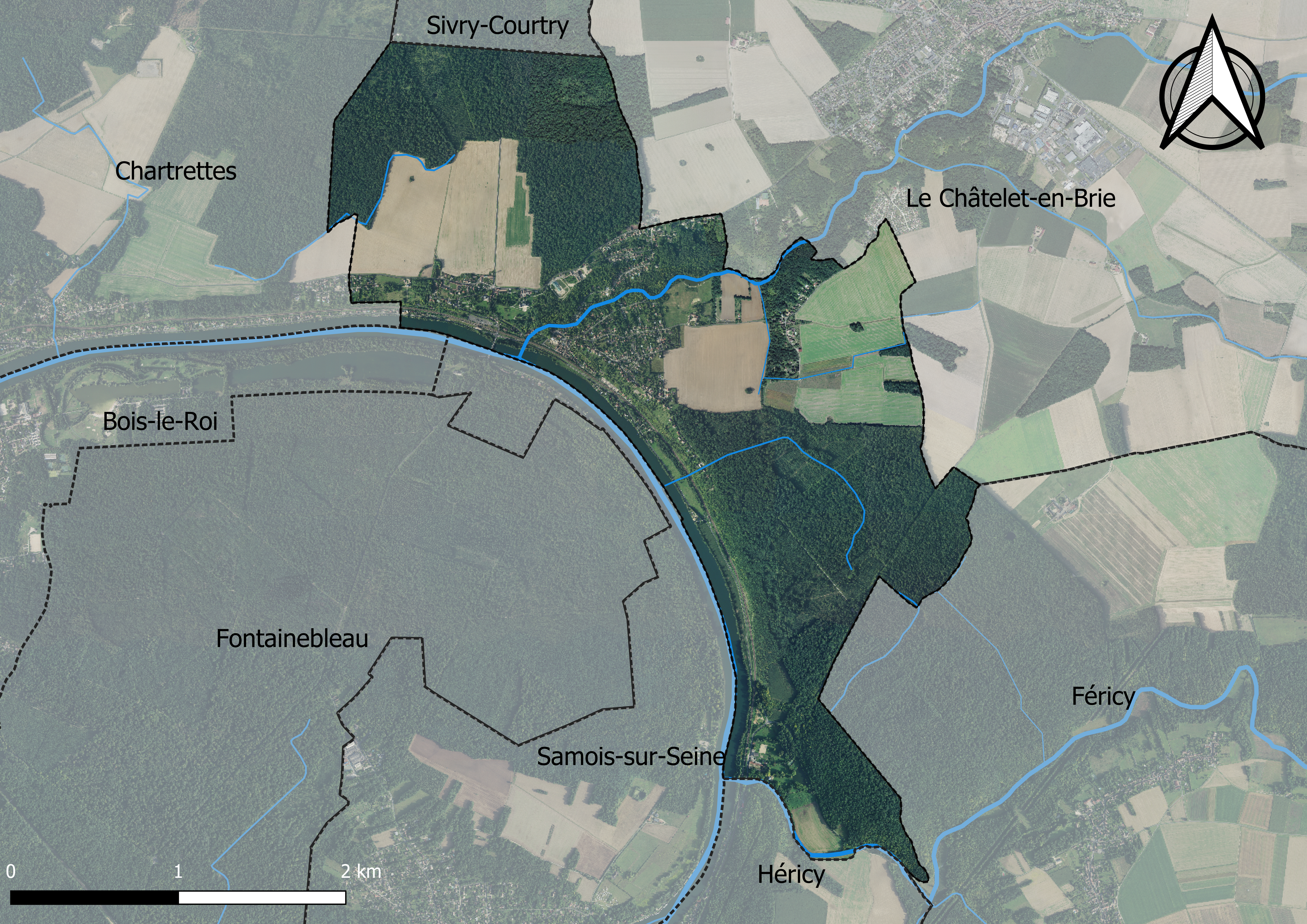
Carte orhophotogrammétrique de la commune.

### Planification
La commune disposait en 2019 d'un plan local d'urbanisme en révision. Le zonage réglementaire et le règlement associé peuvent être consultés sur le Géoportail de l'urbanisme.

### Logement
En 2016, le nombre total de logements dans la commune était de 521 dont 92,2 % de maisons et 7,5 % d'appartements.
Parmi ces logements, 80,4 % étaient des résidences principales, 11,1 % des résidences secondaires et 8,5 % des logements vacants.
La part des ménages fiscaux propriétaires de leur résidence principale s'élevait à 86,1 % contre 12,3 % de locataires et 1,7 % logés gratuitement.

### Voies de communication et transports

#### Transports
La commune est desservie par les lignes d'autocars du réseau de bus Fontainebleau - Moret :
- No 41 (Melun – Montereau-Fault-Yonne) ;
- No 43 (Sivry-Courtry – Fontainebleau) ;
- No 44 (Le Chatelet-en-Brie - Bois-le-Roi) ;
- No 45 (Chartrettes – Fontainebleau).

La commune est desservie également par la gare de Fontaine-le-Port de la ligne Melun - Montereau-Fault-Yonne.

## Toponymie

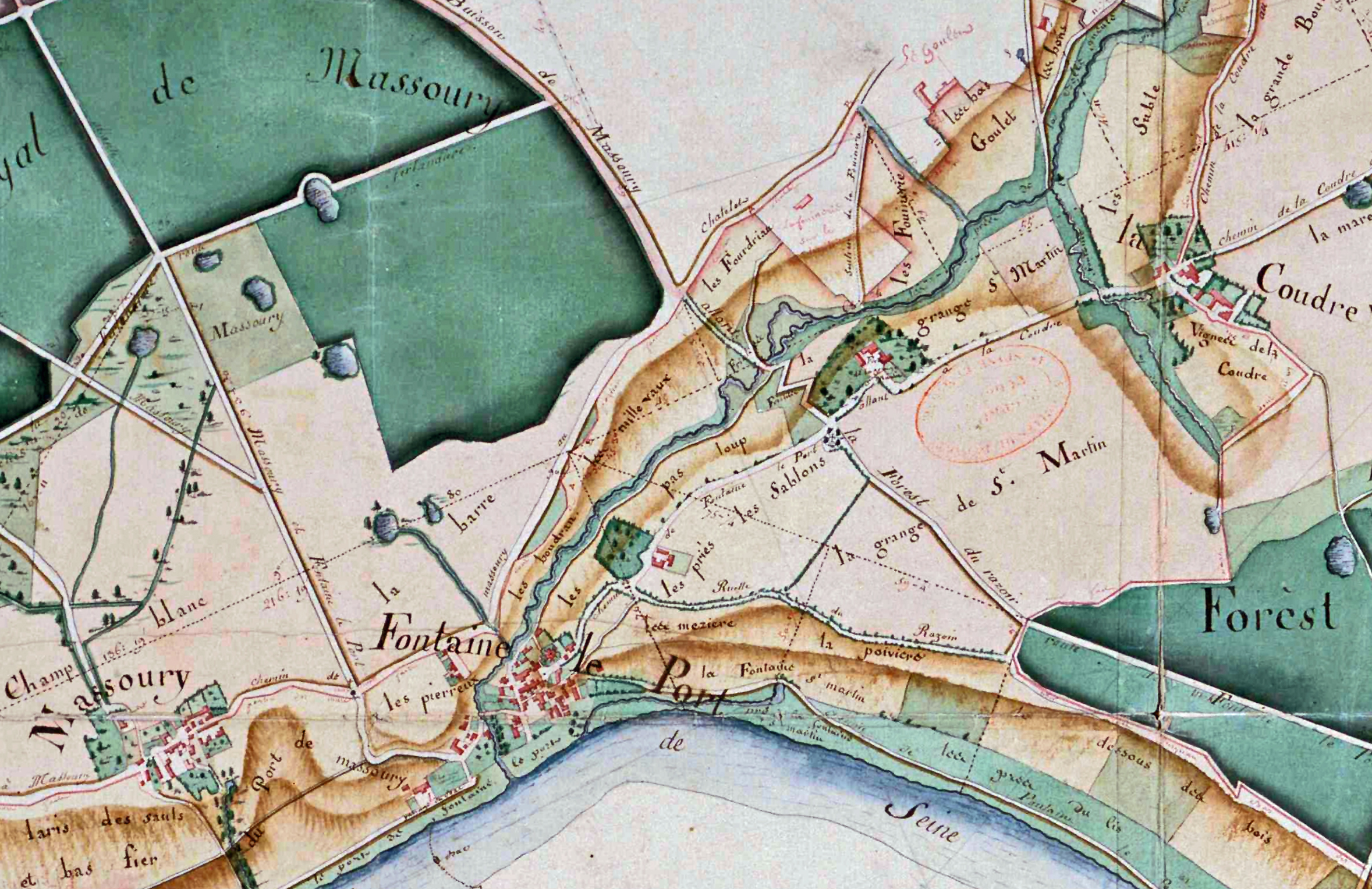
Le village de Fontaine-le-Port. Plan d'intendance de 1785. Archives départementales de Seine-et-Marne.

Le nom de la localité est mentionné sous les formes Ecclesia de Fontanis vers 1145 ; Clausum de Fontanis en 1180 ; Apud Fontanas en 1220 ; Fontainnes en près de l'abbaye de Barbeel en 1308, ; Fontaines le Port en 1385 ; Fontaines en 1479 ; Fontaines le Pont et Fontennes en 1527 ; Fontayne le Port en 1545 ; Fontaine le Port en Brie en 1758.
Le nom de la paroisse (aujourd'hui la commune) est donc attesté à l'origine au pluriel : Fontanae, les fontaines, les sources. Le Port ne désigne pas un port fluvial mais plutôt l'Abbaye de Barbeau dont le nom officiel était Sacer Portus et à laquelle le village appartenait depuis 1160 : les Fontaines qui appartiennent au Port.

## Histoire

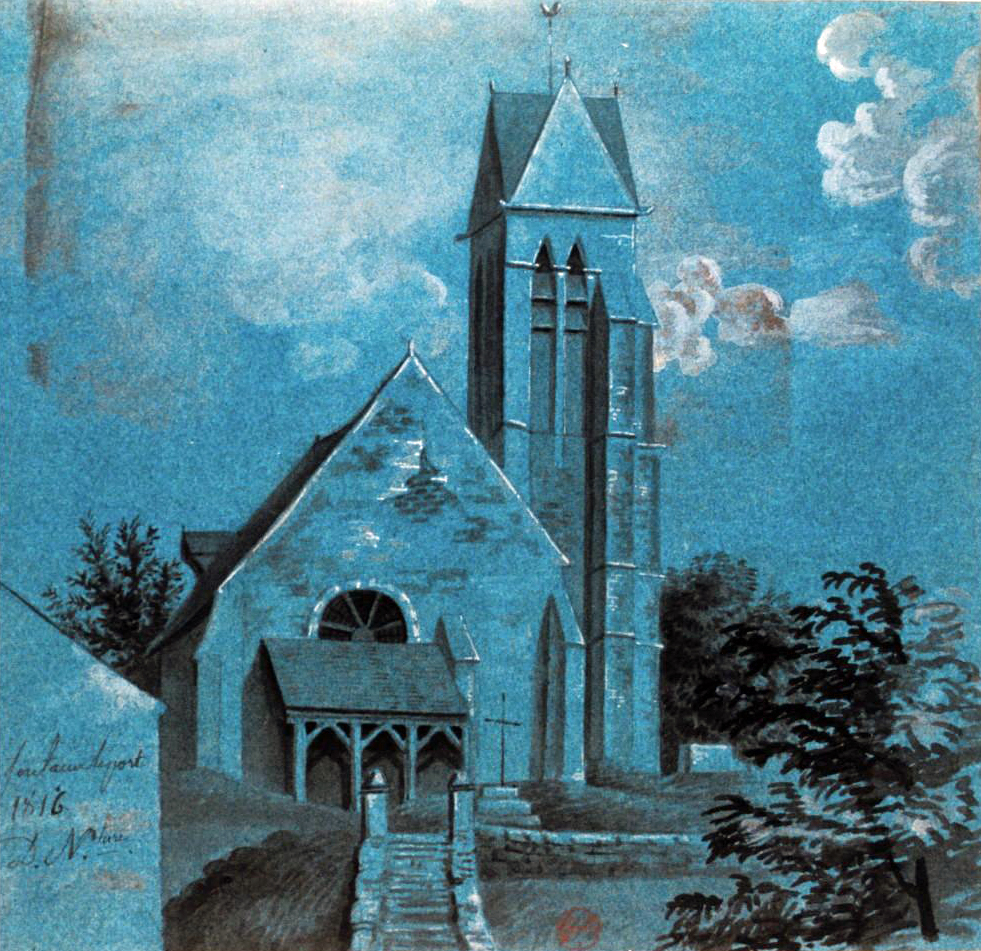
L'église Saint-Martin à Fontaine-le-Port. Dessin de 1816.

On n'a jamais signalé sur le territoire de la commune de vestiges datables de la Préhistoire ou de l'Antiquité, alors qu'il existait dans la commune voisine d'Héricy un établissement gallo-romain avec une nécropole du IVe siècle. Il est possible que le premier établissement permanent ne se soit produit qu'au XIe ou XIIe siècle. Les premières traces de l'existence du village de Fontaine le Port remontent en effet à des archives du XIIe siècle qui le nomment en latin Fontanae (au pluriel). Au milieu du XIIe siècle il y avait là un village appartenant au roi où l'on cultivait des champs et des vignes, et qui formait une paroisse puisqu'une "ecclesia de fontanis" (église de Fontaines) est mentionnée vers 1145. En 1156 le roi Louis VII (1137-1180) fonda à Barbeau, à la limite sud du territoire de la commune, une abbaye cistercienne qui fut nommée "Sacer Portus", et lui fit don en 1160 de deux arpents de terre et un clos de vigne à Fontaines.
Du village médiéval de Fontaine le Port il ne reste que la tour du clocher de l'église Saint-Martin, qui est du XIIIe siècle, la nef datant, pense-t-on, du XVIe siècle. Un bac, dont le péage revenait jusqu'en 1740 aux religieux de Barbeau, permettait de traverser la Seine à peu près à l'emplacement du pont actuel. L'abbaye prospérait. Le roi Louis VII y fut enseveli dans un tombeau monumental.
Les forêts entourant le village étaient des chasses royales (puis impériales) : au XIXe siècle on y chassait encore le cerf. Ce n'était pas du goût des Portifontains dont les cultures étaient dévastées par les incursions du gros gibier qui réussissait parfois à traverser la Seine. À la fin du XVIIIe siècle, comme d'autres villages de la région, la paroisse de Fontaine le Port s'est ainsi ruinée en dépensant 35 000 livres afin de faire enclore d'un mur ses champs et ses jardins.
L'abbaye de Barbeau fut pillée par les sans-culotte en 1793, puis transformée sous le Premier Empire en maison des orphelines de la Légion d'honneur. Un prêtre, l'abbé Lejeune, réussit à mettre à l'abri à Chartrettes les restes du roi Louis VII qu'il put rapporter à Barbeau en 1813. En 1817, le 30 juin, la dépouille du roi fut à nouveau exhumée et transférée officiellement à l'église de Fontaine-le-Port où une messe solennelle fut dite et où l'on rendit à la dépouille de Louis VII les honneurs militaires, avant de la transférer à l'abbaye royale de Saint-Denis. L'abbaye de Barbeau fut détruite au XIXe siècle.
Jusqu'au milieu du XIXe siècle Fontaine le Port était toujours un modeste village agricole et viticole d'environ trois cents habitants. La côte de Barbeau était couverte de vignes. Au fond, les choses n'avaient pas beaucoup changé depuis le Moyen Âge... Le village s'est considérablement développé avec la construction du premier pont sur la Seine en 1862, et surtout avec l'arrivée du chemin de fer en 1897. Cela fit venir des Parisiens dont les plus fortunés se firent construire des résidences secondaires. Le village devint une destination touristique : au début du XXe siècle on trouvait dans le village un café et quatre hôtel-restaurants.
Passage stratégique mentionné comme tel dès 1589 (à l'époque c'était un bac), le pont de Fontaine le Port fut détruit et reconstruit à plusieurs reprises : détruit en 1870, rebâti deux fois, détruit à nouveau en 1940, reconstruit en 1941 puis à nouveau détruit, cette fois par les Allemands en retraite, en 1944, enfin rebâti en 1946.

## Politique et administration

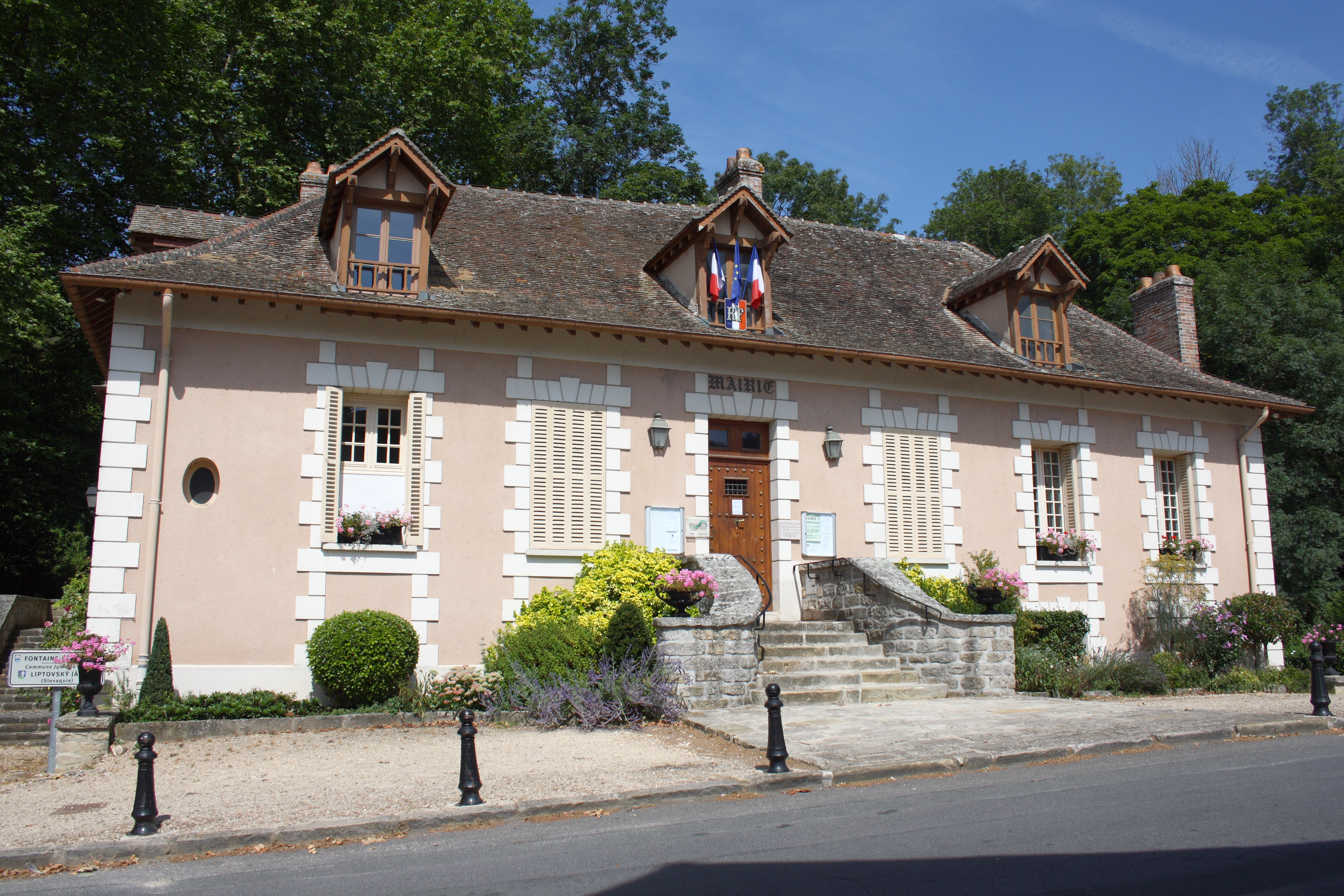
La mairie.

### Liste des maires
| Période                                  | Période  | Identité                           | Étiquette | Qualité |
| ---------------------------------------- | -------- | ---------------------------------- | --------- | ------- |
| Les données manquantes sont à compléter. |          |                                    |           |         |
| 1792                                     | An III   | François Louis Brébant             |           |         |
| 1793                                     | 1798     | Félix Bouillon                     |           |         |
| 1798                                     | 1799     | Joseph Houdard                     |           |         |
| 1800                                     | An IX    | Louis Favre                        |           |         |
| 1801                                     | 1802     | Jean-François Thibault des Aulnois |           |         |
| 1802                                     | 1806     | Étienne Boivin                     |           |         |
| 1806                                     | 1811     | Joseph Houdard                     |           |         |
| 1811                                     | 1816     | Joseph Niel                        |           |         |
| 1816                                     | 1821     | Jean-Noël Rabourdin                |           |         |
| 1821                                     | 1830     | Louis Auguste Chevrier             |           |         |
| 1830                                     | 1831     | Édouard Gabriel Roux               |           |         |
| 1831                                     | 1835     | Gabriel Voyer                      |           |         |
| 1835                                     | 1838     | Gustave Roux                       |           |         |
| 1839                                     | 1871     | Augustin Denis de Valmer           |           |         |
| 1871                                     | 1885     | Louis Denis Miraton                |           |         |
| 1885                                     | 1903     | Émile Bouly                        |           |         |
| 1904                                     | 1937     | Ferdinand Soupeaux                 |           |         |
| 1937                                     | 1974     | Émile Millet                       |           |         |
| 1974                                     | 2001     | André Birbaum                      |           |         |
| 2001                                     | 2014     | Raymond Prunet                     |           |         |
| 2014                                     | En cours | Béatrice Mothré                    |           |         |

### Jumelages
| Ville | Ville          | Pays | Pays      | Période                   |
| ----- | -------------- | ---- | --------- | ------------------------- |
|       | Liptovský Ján, |      | Slovaquie | depuis le 13 octobre 2007 |

## Équipements et services

### Eau et assainissement
L’organisation de la distribution de l’eau potable, de la collecte et du traitement des eaux usées et pluviales relève des communes. La loi NOTRe de 2015 a accru le rôle des EPCI à fiscalité propre en leur transférant cette compétence. Ce transfert devait en principe être effectif au 1er janvier 2020, mais la loi Ferrand-Fesneau du 3 août 2018 a introduit la possibilité d’un report de ce transfert au 1er janvier 2026,.

#### Assainissement des eaux usées
En 2020, la gestion du service d'assainissement collectif de la commune de Fontaine-le-Port est assurée par la communauté de communes Brie des Rivières et Châteaux (CCBRC) pour la collecte et . Ce service est géré en délégation par une entreprise privée, dont le contrat arrive à échéance le 22 janvier 2022,,.
L’assainissement non collectif (ANC) désigne les installations individuelles de traitement des eaux domestiques qui ne sont pas desservies par un réseau public de collecte des eaux usées et qui doivent en conséquence traiter elles-mêmes leurs eaux usées avant de les rejeter dans le milieu naturel. La communauté de communes Brie des Rivières et Châteaux (CCBRC) assure pour le compte de la commune le service public d'assainissement non collectif (SPANC), qui a pour mission de vérifier la bonne exécution des travaux de réalisation et de réhabilitation, ainsi que le bon fonctionnement et l’entretien des installations,.

#### Eau potable
En 2020, l'alimentation en eau potable est assurée par la communauté de communes Brie des Rivières et Châteaux (CCBRC) qui en a délégué la gestion à l'entreprise Veolia, dont le contrat expire le 31 décembre 2022,.
Les nappes de Beauce et du Champigny sont classées en zone de répartition des eaux (ZRE), signifiant un déséquilibre entre les besoins en eau et la ressource disponible. Le changement climatique est susceptible d’aggraver ce déséquilibre. Ainsi afin de renforcer la garantie d’une distribution d’une eau de qualité en permanence sur le territoire du département, le troisième Plan départemental de l’eau signé, le 3 octobre 2017, contient un plan d’actions afin d’assurer avec priorisation la sécurisation de l’alimentation en eau potable des Seine-et-Marnais. A cette fin a été préparé et publié en décembre 2020 un schéma départemental d’alimentation en eau potable de secours dans lequel huit secteurs prioritaires sont définis. La commune fait partie du secteur Bière.

## Population et société

### Démographie
L'évolution du nombre d'habitants est connue à travers les recensements de la population effectués dans la commune depuis 1793. Pour les communes de moins de 10 000 habitants, une enquête de recensement portant sur toute la population est réalisée tous les cinq ans, les populations de référence des années intermédiaires étant quant à elles estimées par interpolation ou extrapolation. Pour la commune, le premier recensement exhaustif entrant dans le cadre du nouveau dispositif a été réalisé en 2007.

En 2022, la commune comptait 1 014 habitants, en évolution de +2,63 % par rapport à 2016 (Seine-et-Marne : +3,92 %, France hors Mayotte : +2,11 %).
| 1793 | 1800 | 1806 | 1821 | 1831 | 1836 | 1841 | 1846 | 1851 |
| ---- | ---- | ---- | ---- | ---- | ---- | ---- | ---- | ---- |
| 270  | 284  | 235  | 279  | 313  | 299  | 270  | 270  | 290  |

| 1856 | 1861 | 1866 | 1872 | 1876 | 1881 | 1886 | 1891 | 1896 |
| ---- | ---- | ---- | ---- | ---- | ---- | ---- | ---- | ---- |
| 291  | 267  | 308  | 250  | 290  | 265  | 254  | 271  | 376  |

| 1901 | 1906 | 1911 | 1921 | 1926 | 1931 | 1936 | 1946 | 1954 |
| ---- | ---- | ---- | ---- | ---- | ---- | ---- | ---- | ---- |
| 297  | 304  | 330  | 311  | 356  | 341  | 400  | 479  | 630  |

| 1962 | 1968 | 1975 | 1982 | 1990 | 1999 | 2006 | 2007 | 2012 |
| ---- | ---- | ---- | ---- | ---- | ---- | ---- | ---- | ---- |
| 604  | 535  | 564  | 776  | 776  | 836  | 913  | 924  | 941  |

| 2017  | 2022  | - | - | - | - | - | - | - |
| ----- | ----- | - | - | - | - | - | - | - |
| 1 001 | 1 014 | - | - | - | - | - | - | - |

### Manifestations culturelles et festivités
- "2007-2008" c'est la SAISON 20 pour l'échiquier de Fontaine-le-Port.
- Kermesse des enfants de l'école primaire de Fontaine-le-Port tous les mois de juin.
- Feu de la Saint-Jean en bord de Seine avec tout le village.
- Brocante et vide-grenier une fois par an.

### Enseignement
La commune dispose d’une école primaire publique (maternelle et élémentaire).

## Économie

### Revenus de la population et fiscalité
En 2017, le nombre de ménages fiscaux de la commune était de 415, représentant 1 021 personnes et la  médiane du revenu disponible par unité de consommation  de 29 300 euros.

### Emploi
En 2017 , le nombre total d’emplois dans la zone était de 147, occupant 461 actifs  résidants.
Le taux d'activité de la population (actifs ayant un emploi) âgée de 15 à 64 ans s'élevait à 73,3 % contre un taux de chômage de 5,8 %.
Les 20,8 % d’inactifs se répartissent de la façon suivante : 8,4 % d’étudiants et stagiaires non rémunérés, 6,9 % de retraités ou préretraités et 5,5 % pour les autres inactifs.

### Entreprises et commerces
En 2015, le nombre d'établissements actifs était de 79 dont 4 dans l'agriculture-sylviculture-pêche, 2 dans l’industrie, 9 dans la construction, 53 dans le commerce-transports-services divers et 11  étaient relatifs au secteur administratif.
Ces établissements ont pourvu 74 postes salariés.

### Secteurs d'activité

#### Agriculture
Fontaine-le-Port est dans la petite région agricole dénommée la « Brie humide » (ou Brie de Melun), une partie de la Brie à l'est de Melun. En 2010, aucune orientation technico-économique de l'agriculture ne se dégage sur la commune.
Si la productivité agricole de la Seine-et-Marne se situe dans le peloton de tête des départements français, le département enregistre un double phénomène de disparition des terres cultivables (près de 2 000 ha par an dans les années 1980, moins dans les années 2000) et de réduction d'environ 30 % du nombre d'agriculteurs dans les années 2010. Cette tendance se retrouve au niveau de la commune où le nombre d’exploitations est passé de 2 en 1988 à 0 en 2010.
Le tableau ci-dessous présente les principales caractéristiques des exploitations agricoles de Fontaine-le-Port, observées sur une période de 22 ans : 
|                                      | 1988 | 2000 | 2010 |
| ------------------------------------ | ---- | ---- | ---- |
| Dimension économique,                |      |      |      |
| Nombre d’exploitations (u)           | 2    | 2    | 0    |
| Travail (UTA)                        | 4    | 4    | 0    |
| Surface agricole utilisée (ha)       | 249  | 331  | 0    |
| Cultures                             |      |      |      |
| Terres labourables (ha)              | s    | s    | 0    |
| Céréales (ha)                        | s    | s    |      |
| dont blé tendre (ha)                 | s    | s    |      |
| dont maïs-grain et maïs-semence (ha) | s    | s    |      |
| Tournesol (ha)                       | s    |      |      |
| Colza et navette (ha)                | s    | s    |      |
| Élevage                              |      |      |      |
| Cheptel (UGBTA)                      | 0    | 0    |      |

## Culture locale et patrimoine

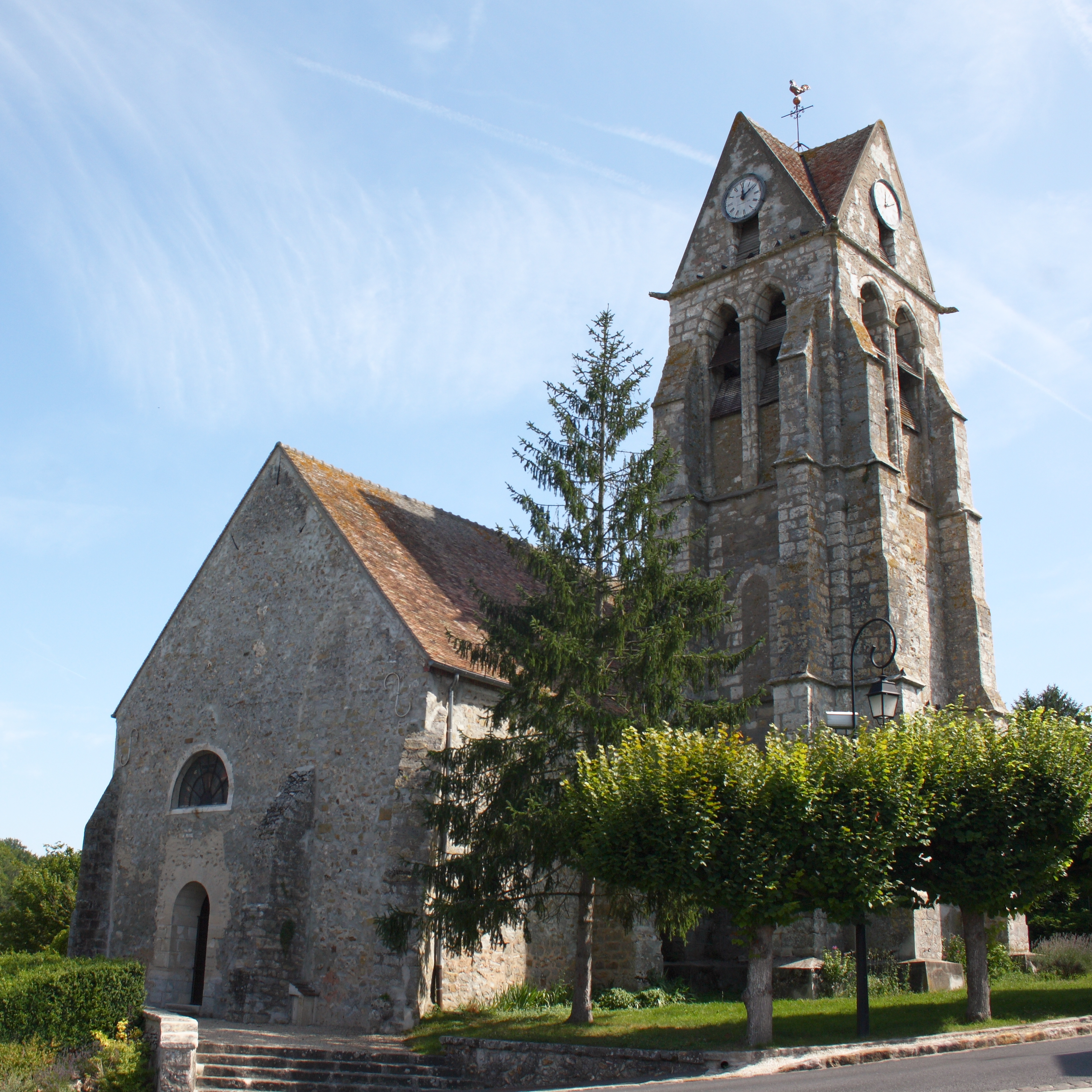
L'église Saint-Martin.

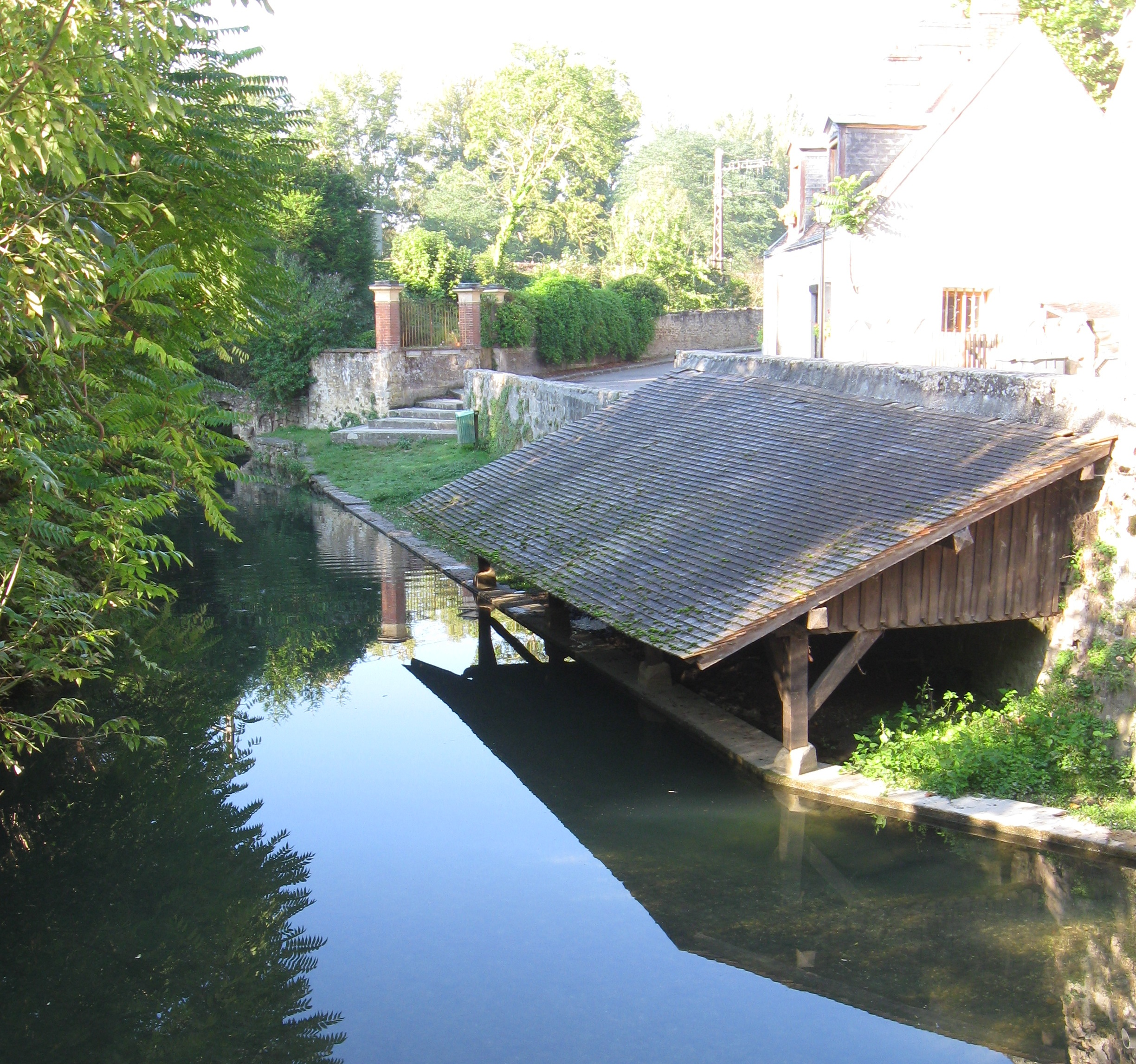
Lavoir sur le ru du Châtelet.

### Lieux et monuments
- L'église Saint-Martin, inscrite au titre des monuments historiques[80]. avec son clocher du XIIe siècle fut reconstruite en style gothique au début du XVIe siècle et plusieurs fois remaniée (l'abside a disparu). La base du clocher a été convertie en chapelle dédiée à saint Nicolas.
- Le château de la Barre (domaine de Massoury), ancienne propriété du sultan d'Oman Qabus ibn Saïd[81], décédé en 2020. C'est un petit château de la fin du XIXe siècle, considérablement agrandi dans le style Louis XIV au début du XXIe siècle.
- Trois anciens lavoirs sont encore en état.

### Personnalités liées à la commune
- Louis VII (1120 - 1180), roi de France, y venait chasser le loup et fut inhumé dans l'abbaye de Barbeau.
- Étienne Pariset (1770 - 1847), fondateur de la Société protectrice des animaux, fut maire de Fontaine-le-Port.
- Arthur Koestler (1905 -1983), romancier, journaliste et essayiste hongrois naturalisé britannique, a habité la villa Verte Rive de 1949 à 1953[82].
- Madeleine Michelis (1913 - 1944), résistante française morte entre les mains de la Gestapo, y avait sa maison de vacances.
- Marcel Vallée (1880-1957), acteur, y a vécu et y est mort.
- Jacques Marinelli, (1925-2025), ancien champion cycliste et ancien maire de Melun, y a habité jusqu'à sa mort.
- François Bédarida (1926 - 2001), historien français, y a habité et y est enterré.
- Qabus ibn Said (1940 - 2020), sultan d'Oman de 1970 à 2020, il a rénové en 2005 le château de Massoury.

### Héraldique
| Blason de Fontaine-le-Port | Blason  | D'azur au pont de bois à trois piles de pierre d'or sur une mer du champ, à la fontaine du même mouvant de la pointe et brochante, à la branche de six feuilles de chêne de sinople englantée de trois pièces d'or en chef. |
| Blason de Fontaine-le-Port | Détails | |

au bas, sont entremêlées les initiales GC, de l'adjoint au maire (André Birbaum) Gilbert Courot, créateur du blason